# HNK Rijeka
HNK Rijeka vagy NK Rijeka (magyarul Fiume Labdarúgó Egyesület) egy horvát labdarúgócsapat Fiume városából. A horvát labdarúgó-bajnokság első osztályában játszik.
A 2014/2015-ös idényben a klub bejutott az Európa liga csoportkörébe, ahol a 3. helyet szerezték meg a Sevilla és a Feyenoord mögött. A 2016/2017-es szezonban a csapat megnyerte a horvát bajnokságot és a horvát kupát is. Mindkét sorozatban a horvát rekorder Dinamo Zagreben kerekedtek felül.

## Története
A klub 1904 áprilisában alakult Club Sportivo Olimpia (magyarul Olümpia Sport Egylet) néven a Magyar Királyságban. A történészek által ismert első futballtevékenységet 1906-ban tartották, de a kutatás még mindig folyamatban van. Ezzel a mai Horvátország legrégebbi dokumentált, még mindig aktív egyesületi futballklubja. Az eredeti alapítók Antonio Marchich, Aristodemo Susmel, Agesilao Satti, Carlo Colussi, Romeo és Alessandro Mitrovich voltak. A klub tenisz-gyep, láblabda, úszó, kerékpáros és atlétikai klubként alakult. Az első játéktér a helyi Honvéd gyakorlótéren volt, a Scoglietto negyedben.
Míg a városban és a régióban sok klubnak gyakran volt sajátos etnikai beállítottsága, az Olimpiának szándékosan nagyon nemzetközi lelke volt, olasz, horvát, magyar, német játékosok játszottak és dolgoztak egymással. Az Olimpia kezdeti hivatalos színei fekete-fehér voltak, de a klub az 1910-es években fehér készletet fog használni.
Az 1910-es évek elején a város fő klubjaként a Fiumei AC helyét veszi át. A klub csatlakozik az Interregionális Sportszövetséghez (amely egyesíti az osztrák litorál és a fiumei klubokat). A történészek még mindig rekonstruálják az I. világháború előtt ezen a vidéken lejátszott bajnokságokat.
Az Olimpiát 1918. január 9-én az igazgatótanács ülésén átnevezték "Olympiára", az új elnök pedig Antonio de Schlemmer, a fiumani író lett. Ezekben az években érte el első nagyobb sikereit: 1921-ben a Fiumei Szabadállam bajnoka lett, majd a következő években több északkelet-olasz bajnokságot és kupát nyert, ezzel a régió legeredményesebb egyesülete lett.
1926-ban, miután Mussolini a független Fiume Szabad Államot a fasiszta Olaszországhoz csatolta, Olympia kénytelen volt egyesülni ősi riválisaival, Gloriával. A klub márkáját Unione Sportiva Fiumana névre cseréli. 1943-ig a klub az első, a második és a harmadik olasz bajnokságban játszott. Ebben az időszakban a legtöbb legjobb játékost a sokkal gazdagabb klubok vásárolták meg a nagyobb olasz városokból. Wnnek ellenére a klub megnyerte a szövetségi kupát 1928-ban és a Serie C-t 1941-ben.
Fiume jugoszláv kommunista hadsereg általi elfoglalásával a klub ismét márkaváltásra kényszerült. Ezután a kétnyelvű új SCF Quarnero – NK Kvarner nevet vette fel. Kezdetben a legjobb jugoszláv klubokkal volt egyenrangú, de ahogy a kommunisták elkezdték a fiumei lakosokat a város elhagyására kényszeríteni, úgy a klub is elkezdte elveszíteni játékosait. Pár év múlva a harmadik ligában végzett, és csak 1958-ban tudott ismét az első ligába visszatérni.
1954-ben, miután a városban megszűnt az olasz nyelvhasználat, a klub ismét kénytelen volt nevet változtatni, ezúttal az egynyelvű NK Rijeka névre. A klub lassan ismét növekedni kezdett, és az 1970-es, 1980-as években ismét Jugoszlávia egyik legerősebb klubjává vált. Ebben az időszakban két jugoszláv kupát és 1 balkáni kupát nyert.
A klub utoljára 1995 -ben változtatta meg nevét, amikor a nevéhez hozzáadta a "horvát" előtagot. Horvátországban a klub virágzott, különösen az elmúlt 10 évben, amikor privát klub lett. 2017-ben 1 horvát bajnokságot, 6 horvát kupát és 1 horvát szuperkupát nyert.

### Névváltozások
- 1904 mint C.S. Olimpia
- 1926 mint U.S. Fiumana
- 1946 mint SCF Quarnero / SD Kvarner
- 1948 mint CC Quarnero / NK Kvarner
- 1954 mint NK Rijeka
- 1995 mint HNK Rijeka

## Nemzetközi szereplése
| Idény   | Kupa                 | Forduló         | Klub                  | Hazai meccs | Idegenbeli meccs | Végeredmény  |
| ------- | -------------------- | --------------- | --------------------- | ----------- | ---------------- | ------------ |
| 1999-00 | UEFA-bajnokok ligája | 2. selejtezőkör | Partizan              | 0–3         | 1–3              | 1-6          |
| 2000-01 | UEFA-kupa            | selejtezőkör    | Valletta FC           | 3–2         | 2–3              | 5-5 (3-1bp)  |
|         |                      | 1. forduló      | Celta Vigo            | 0–0         | 0–0              | 0-0 (0-1 hu) |
| 2000    | Intertotó-kupa       | 1. forduló      | St Patrick's Athletic | 3–2         | 0–1              | 3-3 (ig)     |
| 2004-05 | UEFA-kupa            | 2. selejtezőkör | Gençlerbirliği SK     | 2–1         | 0–1              | 2-2 (ig)     |
| 2005-06 | UEFA-kupa            | 2. selejtezőkör | Liteksz               | 2–1         | 0–1              | 2-2 (ig)     |
| 2005-06 | UEFA-kupa            | 2. selejtezőkör | Omónia                | 2–2         | 1–2              | 3-4          |
| 2008    | Intertotó-kupa       | 1. forduló      | Renova                | 0–0         | 0–2              | 0-2          |
| 2009-10 | Európa-liga          | 2. selejtezőkör | Differdange           | 3–0         | 0–1              | 3-1          |
|         |                      | 3. selejtezőkör | FK Metaliszt Harkiv   | 1–2         | 0–2              | 1-4          |
| 2013-14 | Európa-liga          | 2. selejtezőkör | Prestatyn Town        | 5-0         | 3-0              | 8-0          |
| 2013-14 | Európa-liga          | 3. selejtezőkör | Žilina                | 2-1         | 1-1              | 3-2          |
| 2013-14 | Európa-liga          | rájátszás       | VfB Stuttgart         | 2-1         | 2-2              | 4-3          |
| 2013-14 | Európa-liga          | I-csoport       | Vitória de Guimarães  | 0-0         | 0-4              | 4.           |
| 2013-14 | Európa-liga          | I-csoport       | Real Betis            | 1-1         | 0-0              | 4.           |
| 2013-14 | Európa-liga          | I-csoport       | Lyon                  | 1-1         | 0-1              | 4.           |
| 2014-15 | Európa-liga          | 2. selejtezőkör | Ferencváros           | 1-0         | 2-1              | 3-1          |
| 2014-15 | Európa-liga          | 3. selejtezőkör | Víkingur              | 4-0         | 5-1              | 9-1          |
| 2014-15 | Európa-liga          | rájátszás       | Sheriff Tiraspol      | 1-0         | 3-0              | 4-0          |
| 2014-15 | Európa-liga          | G-csoport       | Standard Liège        | 2-0         | 0-2              | 3.           |
| 2014-15 | Európa-liga          | G-csoport       | Sevilla               | 2-2         | 0-1              | 3.           |
| 2014-15 | Európa-liga          | G-csoport       | Feyenooord            | 3-1         | 0-2              | 3.           |
| 2015-16 | Európa-liga          | 2. selejtezőkör | Aberdeen              | 0-3         | 2-2              | 2-5          |
| 2016-17 | Európa-liga          | 2. selejtezőkör | İstanbul Başakşehir   | 2-2         | 0-0              | 2-2 (ig)     |
| 2017-18 | UEFA-bajnokok ligája | 2. selejtezőkör | The New Saints        | 2-0         | 5-1              | 7-1          |
| 2017-18 | UEFA-bajnokok ligája | 3. selejtezőkör | Red Bull Salzburg     | 0-0         | 1-1              | 1-1 (ig)     |
| 2017-18 | UEFA-bajnokok ligája | rájátszás       | Olympiacos            | 0-1         | 1-2              | 1-3          |
| 2017-18 | Európa-liga          | D-csoport       | AEK Athen             | 1-2         | 2-2              | 3.           |
| 2017-18 | Európa-liga          | D-csoport       | AC Milan              | 2-0         | 2-3              | 3.           |
| 2017-18 | Európa-liga          | D-csoport       | Austria Wien          | 1-4         | 3-1              | 3.           |
| 2018-19 | Európa-liga          | 3. selejtezőkör | Sarpsborg 08          | 0-1         | 1-1              | 1-2          |
| 2019-20 | Európa-liga          | 3. selejtezőkör | Aberdeen              | 2-0         | 2-0              | 4-0          |
| 2019-20 | Európa-liga          | rájátszás       | Gent                  | 1-1         | 1-2              | 2-3          |

## Játékoskeret
2019. december 1-jén:
| #  |     | Poszt | Név                    |
| -- | --- | ----- | ---------------------- |
| 1  | NGR | K     | David Nwolokor         |
| 5  | MKD | V     | Darko Velkovski        |
| 6  | CRO | KP    | Ivan Lepinjica         |
| 7  | BIH | KP    | Zoran Kvržić helyettes |
| 8  | CRO | KP    | Tibor Halilović        |
| 9  | CRO | CS    | Matko Babić            |
| 10 | CRO | KP    | Domagoj Pavičić        |
| 11 | CRO | CS    | Matej Vuk              |
| 13 | CRO | V     | Dario Župarić          |
| 14 | GHA | KP    | Boadu Maxwell Acosty   |
| 17 | CRO | CS    | Antonio Čolak          |
| 18 | CRO | CS    | Robert Murić           |

| #  |     | Poszt | Név                                          |
| -- | --- | ----- | -------------------------------------------- |
| 19 | CRO | KP    | Franko Andrijašević (kölcsön a KAA Gent-nél) |
| 20 | AUT | CS    | Alexander Gorgon                             |
| 21 | CRO | CS    | Jakov Puljić                                 |
| 25 | CRO | K     | Ivor Pandur                                  |
| 26 | POR | V     | João Escoval                                 |
| 27 | CRO | V     | Ivan Tomečak                                 |
| 29 | MNE | V     | Momčilo Raspopović                           |
| 30 | ESP | CS    | Dani Iglesias                                |
| 31 | CRO | KP    | Luka Capan                                   |
| 32 | CRO | K     | Andrej Prskalo                               |
| 36 | CRO | V     | Hrvoje Smolčić                               |
| 44 | BIH | KP    | Stjepan Lončar                               |

## Sikerlista
Horvátország
- Horvát bajnok
  - Bajnok(1): 2016–17

- Horvát kupa
  - Győztes (4): 2004–05, 2005–06, 2013–14, 2016–17, 2018-19

- Horvát szuperkupa
  - Győztes (1): 2014

 Jugoszlávia
- Jugoszláv másodosztály
  - Bajnok(6): 1952, 1957–58, 1969–70, 1970–71, 1971–72, 1973–74

- Jugoszláv kupa
  - Bajnok(2): 1977–78, 1978–79

 Olaszország
- Olasz Szövetségi kupa
  - Bajnok (1): 1927-28
- Olasz észak-keleti bajnokság
  - Bajnok (1): 1923–24
  - Második: 1924-25
- Serie C
  - Bajnok (1): 1940-41
- Venezia Giulia bajnokság
  - Bajnok (2): 1921-22, 1922-23
- Friuli-Venezia Giulia kupa
  - Bajnok (1): 1922-23

- Fiumei bajnokság
  - Bajnok (1): 1920-21
- Fiume-Venezia Giulia kupa
  - Bajnok (1): 1921

 Magyarország
- Grazioli kupa
  - Második: 1919

### International[edit | edit source]
- Balkans Cup
  - Winners: 1977–78
  - Runners-up: 1979–80
- The Atlantic Cup:
  - Winners: 2017

## A klub híres játékosai
| - Josip Skoblar - Mladen Mladenović - Dubravko Pavličić - Mauro Ravnić - Danijel Šarić - Davor Vugrinec - Damir Desnica - Elvis Brajković - Nenad Gračan - Saša Peršon | - Mario Tokić - Boško Balaban - Erbstein Ernő - Sztipánovics Barnabás - Igor Budan - Dario Knežević - Matjaž Florjančič - Adrijan Fegic - Fredi Bobič - Dumitru Mitu | - Dragan Žilić - Elvir Bolić - Admir Hasančić - Rodolfo Volk - Gino Gardassanich - Mario Varglien - Giovanni Varglien - Georgi Ivanov - Macubara Josika |  |  |

## Külső hivatkozások
- HNK Rijeka hivatalos honlap